# Quid non mortalia pectora coges, auri sacra fames

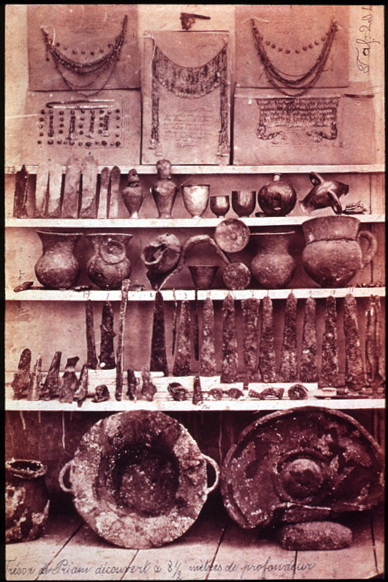
El tesoro de Príamo, descubierto por Schliemann

La locución latina Quid non mortalia pectora cogis, | Auri sacra fames, es un verso de 
Virgilio (Eneida, 3. 56-57), tomado por Séneca como Quod non mortalia pectora coges, auri sacra fames, que significa "a qué llevas a los pechos mortales, maldito deseo del oro".
El texto de Virgilio se refiere a la muerte de  Polidoro, hijo de Príamo y Hécuba, a manos de Poliméstor, rey de los tracios a quien se lo habían confiado sus padres, el cual tenía la intención de apoderarse  del tesoro de Príamo que tenía consigo el joven. 
El verso, que combina la fragilidad de la vida con la avaricia, hace un juego de palabras con el significado de "sacra", que además de "sagrado" también significa "execrable, maldito".
- Datos: Q3928051